# 王杲 (建州女真)
王杲は、明後期の建州女直。
建州右衛都指揮使として当時の建州女直に権勢を振るったが、一方で度々撫順の辺塞を侵犯し、多数の官吏を殺害したため、明との間に幾度となく交戦・媾和が繰り返された。万暦2年1574に李成梁率いる官軍の侵攻を受けて城塞が陥落した際、当時女直全体に覇を唱えたハダ国グルンのワン汗ハンの所領を経由して北の蒙古へ抜けようと試みたが、ワンに欺かれて捕り、紫禁城に押送された後、磔刑にかけられ死亡した。
その氏素性については不明な点が多い。明代文献はその素性について断片的記録しか遺さず、清朝が公式に編纂させた文献には「王杲」の二文字はみられず、民国期に編纂された『清史稿』では「其ノ種族ヲ知ラズ」としている。一方で戦前から清史研究者の間では太祖ヌルハチの外祖父とする説が提起され、また王杲は明朝の官吏を多数殺害するなど明から「逆酋」とみなされていたことから、清朝が太祖と王杲との関係を闇に葬ろうとしたとも言われる。 

## 略歴
明代史料に拠れば、建州右衛の都指揮使に任命されながら、しばしば明朝辺境を侵犯掠奪したという。
建州左衛の董山が天順以来明朝に要請を送り続けた結果、建州部では撫順関 (現遼寧省撫順市東洲区碾盤郷関口村?) に馬市が開設されたが、現地の夷人らは馬市での馬の売買で得られる利益を当てにしていた為、明朝側の買値に不満を覚えては怏怏とし、一暴れしてやろうと考えた。
撫順の馬市は、グレ城ホトンを拠点とする王杲にとっても要衝の地であった。

### 対明侵犯と官吏殺し
嘉靖36年1557旧暦10月、撫順城備禦武職名の彭文洙が王杲に殺害された。続いて東州・會安 (惠安)・一堵牆(いづれも撫順関の西乃至南西方向) などの堡塞も掠奪を受け、以降毎月のように王杲による掠奪が続いた。
嘉靖41年1562旧暦5月、王杲は虜衆1,000餘人を糾合して二手に分け、東州堡方面と核桃山方面から入寇した。遼陽副総兵官の黑春は遊撃・徐維忠らを率いて応戦し、敵陣営に斬り込んで手づから数十の首級を挙げる活躍をみせた。王杲側は大敗し、武器・鎧甲を投げ出して遁走した。核桃山では備禦・劉晉が逃げ惑う虜衆を撃攘し、149の首級を挙げて馬50匹と大量の鎧甲を鹵獲した。遼東が飢饉により疲弊していた最中、明は数年ぶりの吉報に歓喜した。
しかし同月中に虜衆が再び遼東を侵犯し、鳳凰城を攻撃したが攻略できず、湯站堡に目標を転じ掠奪した。黑春は敵の本拠地をたたき潰そうと兵を率いて出動したが、王杲らは敗走するように見せかけて騎兵の精鋭を媳婦山の林に潜伏させた。陥穽に嵌ったとは知らず追撃を続けた黑春は、姿を現した敵の伏兵により幾重にも包囲された。驍勇で知られる黑春と把総武職名の田耕らは、孤立無援の中で二昼夜に亘って力戦したが、磔にされた上で殺害された。
王杲らは遼陽を犯し、孤山・撫順・湯站を掠奪し、明官吏を「草菅人命」とばかりに殺し廻った。彭文洙や黑春、田耕らを始めとして、提調の王三接、李松、指揮の陳其學、戴冕、王國柱、楊五美、李世爵、王重爵、王官、康鎭、朱世祿、把総の溫欒、于欒、王守廉、劉一鳴など多数が王杲らの手にかかり、嘉靖年中に相前後して殺された。

### 深まる対立

#### 投降者を囲る報復
隆慶末年1572、哈哈納ら30人が撫順の辺塞に投降した。これを明の官吏が受容したことから、王杲の怒りを招いた。王杲は投降した者を引き渡せと開原の辺塞に詰め寄ったが門前払いを喰らった。そこで馬一頭と鞍をハダ国主ワン･ハンに献上し協力を要請したが、ワンは首を縦に振らず。しかし王杲の決意は堅く、困り果てたワンは明に内証で1,000餘騎を派遣し、汛河から南へ清河までの間を王杲に同行させた。
この時、王杲所部の綽乞なる者が王杲の計画を明側に密告した為、遊擊・曹簠と把総・魯鈍は機動力のある兵卒を率いて出動した。翌日、虜衆は果たして板場谷不詳方面より揚々として引き上げてきた。そこを襲撃した曹簠らは首級5人を挙げ、牛66頭、馬驢20頭を鹵獲した。王杲は自らの本拠地へ遯走した。

#### 賈汝翼の失策
同年、撫順の互市が再開されんとするに合わせ、賈汝翼が備禦使に新しく就任した。賈汝翼は明朝の威厳を示そうと各酋長に対し非常に厳格な態度で臨んだ為、次第に両者の関係は緊張の度合いを高めた。
従来の慣習では、撫夷庁に備禦使が現れると、酋長が各々定められた順番に従って進謁し、そこで定められた土地の特産を奉献しおえると、続いて馬の品定めが始まった。入貢者は痩せ馬でも蹇え馬でもお構いなしに奉献し、事前に申告もしなかった。しかし対する明側は各酋長の欲求を満たすため、夷狄を羈縻する狙いもあって良馬も駄馬も高値で買い取った。その頃の王杲は自らの雄長を恃んでふんぞりかえり、市では座の備禦使を罵り、酒を喰らっては酔いに任せて好き放題暴れ、周りはそれを苦々しく思いながらも爲す術なくみまもるだけであった。
ところが新しく就任した賈汝翼は旧習を踏襲せず、各酋長を堂に上げようともしなかった。しかし各酋長が命令を無視して堂に上った為、賈汝翼は机を叩いて激昂し、命令に従わない酋長十数人を笞で打たせた。尚、この頃は往時と異なり体格のよい馬が多く、都合380餘騎を得たという。
賈汝翼は王杲の納入した櫱酒や稷米に対しても撫賞 (報酬) を廉く抑えようとするなどした為、同年7月、王杲は同じく不満を募らせた諸酋長を引き連れて撫夷庁を後にし、塞外に出るとそこで牛を殺して盟約を結んだ。そして再び塞内に闖入すると、東州から撫順にかけての地域を襲って殺人・掠奪を縦にした。王杲らは備禦使の交代を要求し、参加した酋長は少ないもので30人、多いもので60人の群勢を引き連れていたという。

#### 屈辱の血盟
巡撫遼東・張學顏は副総兵の趙完に出兵を命じた。ところが趙完は指令を無視し、兵を留めて迎撃しようとせず、却って徒に各酋長を逆撫でしたとして賈汝翼を詰じった。兵部は趙完の軍令無視により軍機を逸したと非難しつつも、虜衆撃攘を優先して趙完の処分を一旦棚上げし、執行猶予つきの趙完は虜騎再襲に際して18の首級を挙げる活躍をみせた。
しかし、明軍は王杲らの一連の襲撃を退けてきたものの、軍の疲弊も極限に達し、いつ王杲らに敗北を喫すかという危うい状況にあった。明側が王杲への対応策を議論していた旧暦9月、東夷の阿革と王杲らが撫順、寧前、錦州、義州などを侵犯し、さらに同月28日には、王台吉ホン･タイジ率いる1,000餘騎と王杲ら率いる3,000餘騎がそれぞれ撫順関に迫った。翌29日、備禦使の斐承祖、指揮使の丁倣および戴良棟と闓大關が王杲に警告を発したが、王杲らはそれに対し賈汝翼の処分を要求した。
分守東寧道・李鶚と開原備兵使・王之弼は、開原備禦使の蘇國賦と副将・孟堂を伴い、ハダ国主・王台ワンの許を訪れ、王杲を検束させた。ワンが王杲を伴って撫順関に至ると、王之弼と李鶚は使者を遣って王杲と血盟させた。南へ馬根單堡まではこれにより王杲の属領と定められ、明辺塞への侵犯を禁じた一方、明は王杲属領の投降者を受け入れないことを誓約した。
翌10月、賈汝翼は備禦の職を罷免され、李鶚と王之弼は血を啜って夷狄と盟約を結び国家の威信を貶めたとして減俸処分を受けた。12月、王杲は撫順関でワンと盟約を結び、掠奪した軍民149人と馬を返還した。明側は王杲の入貢資格を再び承認し、王台には褒賞として銀幣が賜与された。

### 裴承祖背盟
萬曆2年1574旧暦7月、王杲の領民四人が明に亡命した。王杲の側近・來力紅は、隆慶6年1572旧暦9月末に締結された血盟に基いて撫順関へ赴き、逃亡者の引き渡しを求めた。ところが同年着任したばかりの備禦使・裴承祖が引き渡しを拒んだ為、報復として警固兵五人を拉致した。來力紅の従順ならざる態度に腸が沸えくり返った裴承祖は、王杲が入貢している留守を狙って來力紅の塞に急襲をしかけたが、率いていた300人の兵とともに却って孤立無援の状況で包囲された。入貢中の王杲は事態を知って引き返し、來力紅らを伴って裴承祖に面会した。しかし対峙が続く中、痺れを切らした裴承祖が王杲の兵を斬殺したことで緊張は戦闘に発展した。王杲が撫順関を訪い媾和を求めたことで、始めて裴承祖の危機を知った撫順所側は、把総の劉承奕を救出に派遣したが、囚われの裴承祖もろとも來力紅の手にかかって斬殺された。劉承奕はバラバラ死体として見つかり、裴承祖は王杲の子・王太によって心臓が抉られた状態で発見された。

### 紅力塞陥落
臺御史の張學顏はハダ国主・王台ワンに來力紅らの捕縛を要請し、王杲の入貢停止を奏請した。貢市が停止されて属部が困窮していることを理由に王杲は、トゥメト、泰寧諸部を糾合し、大挙して遼陽、瀋陽を襲撃した。李成梁は瀋陽に武将を分けて駐箚させた。王杲は諸部の騎兵3,000を率いて五味子衝に進入したが、明軍に囲まれ、諸部の兵は王杲の部落へ逃亡した。王杲の部落は天険に築かれ、城郭が堅固で深い空堀を設けてあるため、攻略は困難とされた。同年旧暦10月、明軍は砲弾、火器を携えて王杲の部落を包囲し、要塞の幾重にも張り巡らされた柵を斧で壊し始めた。李成梁が各武将に早急に城を陥落させるよう命じると、王杲は300人に櫓の上から弓矢で抗戦させたが、対する明軍は火を放ち、家屋や馬草が悉く炎上して空は煙に覆われ、諸部は潰滅した。明軍は首級を1,104挙げ、裴承祖らを殺害した者は全て首を落とされたが、王杲はまたも逃走した。明軍は圧倒的軍事力でほとんどの人畜を殺戮、掠奪した。

### 逃走失敗
万暦3年 (1575) 旧暦2月、王杲は余勢を集めて再び辺塞を侵犯したが、またも明軍により包囲された。王杲は蟒褂と紅甲を阿哈納 (アハナ?) に与えて囮りとし、明軍に追わせてその隙に突破を図った。突破に成功した王杲は泰寧衛の速把亥の許を目指したが、明軍を避けて北走を諦め、萬 (ハダ) の領地を経由することにした。
同年旧暦7月28日、明朝側から檄文を受けた萬は子・フルガンと共に王杲を執え、辺塞看守にその身柄を引き渡した。同年旧暦8月6日、明の神宗・万暦帝は王杲の身柄を紫禁城に檻送するよう命じ、また、王杲を捕らえた功績を以て萬に龍虎将軍の勲官を授与し、萬の子二人を都督僉事に昇任させ、報奨として銀幣を下賜した。同月29日、万暦帝は午門雲楼に登り、遼東守から王杲の身柄を受け取った。日者術に通じているから不死身だと豪語していた王杲は、貢市で磔刑に処されて死亡し、その妻子27人は萬の帰属とされたが、子・アタイは脱した。

## 名称
一説には、女真名を阿突罕と謂う。また、『東夷考畧』に拠れば、初期の明辺侵犯を承けて明側が入貢を停止した後は、科勺という偽名を使って入貢を続けたとされる。

## 清宗室との関係
- 稻葉岩吉は自著『清朝全史』[31](1914) において以下の如く述べ、王杲をヌルハチの外祖父としている。(フリガナは原書に拠る。)

```
清朝の記錄は、又た
太祖
の母系を詳かに言はず。
實錄
は、
顯祖
の大福金
フチン
なりといひて、喜塔喇氏といふを舉げ、こは阿古都督の女、後に宣皇后といへる、即ち是れなりと附記せるが、阿古都督なるもの、何樣たりしやは、又明かならず。阿古は、王杲
ワンコ
の轉音とも覺ゆるが、それを明記せざるは、蓋し諱むところありしなるべし。
葉赫
の酋長
那林孛羅
は、かつて太祖をば王杲の裔なりといへり。
```

- 趙爾巽らの編纂に成る『清史稿』(1928) は「其の種族を知らず」[32]と言い、且つヌルハチとの関係についても言及していない。
- 孟森は自著『清朝前紀』(1930) において以下の如く述べ、上記の稻葉の見方に概ね賛同している。(適宜括弧及び読点を附した。)[注 10]

```
顯祖
爲王杲女夫。據
稻葉
引
清實錄
、顯祖之大福金爲喜塔喇氏、乃阿古都督女。今、東華錄所錄正同。稻葉云「阿古都督爲何等人、無明文。今、可斷言阿古卽王杲之轉音。不舉王杲者、諱之也。
葉赫
酋長・
那林孛羅
之言、不曰『太祖爲王杲之裔』乎。」
[
31
]
今、按稻葉之言甚確。其所見稱「太祖爲王杲之裔」者、爲葉赫貝勒・那林孛羅、自必有本。那林孛羅……卽
孝慈高皇后
之兄。……以太祖妻舅之所言、自必可信。……要之清太祖母爲王杲之所出、明清之際、固共知之、後乃諱言耳。
```

(抄訳：稻葉の『清實錄』からの引用に拠ればタクシの嫡妻はヒタラhitara氏で、アグagu都督の娘である。『東華錄』にも同様の記述がみられる。稻葉の曰う所の「阿古は、王杲ワンコの轉音」というのは尤もである。イェヘのナリムブルはヌルハチ後妻モンゴ･ジェジェの兄、つまりヌルハチの義兄である為、「(太祖をば) 王杲の裔なり」という発言も信頼できる。要するに、ヌルハチの母は王杲の娘で、明末清初の頃は衆知の事実であったのが、後世になって憚られたに過ぎない。)
- 『明實錄』の万暦5年10月4日の記事に「○丁亥。建州右等衛女直夷人都督・來留住等、并隣等衛[注 11]夷人都督阿古等、各赴京朝貢。賜宴、給賞如例。」[33]とあるが、王杲は万暦3年に磔にされて死亡している為、同記事の「都督阿古」がヌルハチ母ヒタラ氏の父であれば、王杲＝阿古は成り立たなく成る。

## 子孫
- 子・アタイ：グレ城主。
- 子?・阿海アハイ：沙済シャジ城主[34][35][36][37]。

## 逸話
- 自らの母語である女真語は勿論、漢文や蕃語 (蒙文[38]) にも通じ、文字も理解できた。[39]
- 日者術、即ち巫覡シャマンの術[38]に精通し、周辺部族の中でも有名であった。五星

### 註釈
1. ↑  稻葉岩吉著『清朝全史』では「ワンコ」と振り仮名が附されている。これは恐らく当時の中国語読みを仮名表記したものかと思われるが、「王杲」は漢名 (姓王名杲) であって女真名ではない為、ここでは紹介に止める。
2. ↑  『两世罕王传・努尔哈赤罕王传』(吉林人民出版社, 2016) が提唱する説。民間伝承を基にしている為、真偽のほどは疑わしい。
3. ↑  撫順市新賓満族自治県在住の清史研究家・孫相適が提唱する説。ヌルハチ母の一族である喜塔臘ヒタラ氏の族譜が遺失せず保存されていることを知り、それに書かれていた情報をもとに「圖合卓太」と王杲が同一人物であるとした。同氏に拠れば、同一族は圖(图)姓を名告っている為、「圖合卓太」は「姓圖 名合卓太」ということになる。
4. ↑  『萬曆武功錄』の「王杲列傳」に「春秋四十七」とあり、[2]春秋は年齢、特にここでは享年を指す為、死亡時で47歳であったことがわかる。また、当時は虚歳 (数え歳) で計算する習慣があり、基本的には「週歳(満年齢) ＋ 1歳」となる。王杲は萬曆3年1575に紫禁城の午門に押送されて萬曆帝に謁見し、その後市場で磔にされて死亡したとされる為、1575△46＝1529で、嘉靖8年1529がその出生年と算出される。
5. ↑  『東夷考略』などの文献史料では「惠安」とも書かれるが、『明實錄』においては「會安」と表され、「惠安」は福建省の地名としてみられる。拼音はどちらも「huì ān」。
6. ↑  孟森に拠れば、嘉靖36年1557が、王杲が明辺塞を掠奪したことの、史料にみえる記録の初出とされる。[4]但し孟はそれがどの文献史料かを明示していない。
7. ↑  参考：黑春は『明史稿』「黑春傳」に拠れば建州女直の後裔で、代々広寧衛の指揮使を務める家系であった。
8. ↑  現遼寧省丹東市振安区湯山城鎮?。
9. ↑  広寧・開原・撫順三箇所の互市 (馬市) では、市を取り仕切る者による不正が行われ、不当に値段が下げられてきたことで、女真各酋長の不満が募っていた。そこで弘治年間、撫順の互市では備禦官に管轄が委ねられた。[9]
10. ↑  参考：维基百科「王杲」では「稻叶君山认为王杲与“阿古都督”为同一个人，孟森以为误」とし、その典拠として孟森『滿洲開國史講義』中華書局 (2006) p.194を挙げている。同書については閲覧できていない為、さしあたって『清朝前紀』の記述に拠る。尚、『滿洲開國史講義』は目次をみる限り『清朝前紀』に加筆したものと思われる。
11. ↑  参考：「隣」不詳。「毛憐」のことか。